# Gastón de Peralta

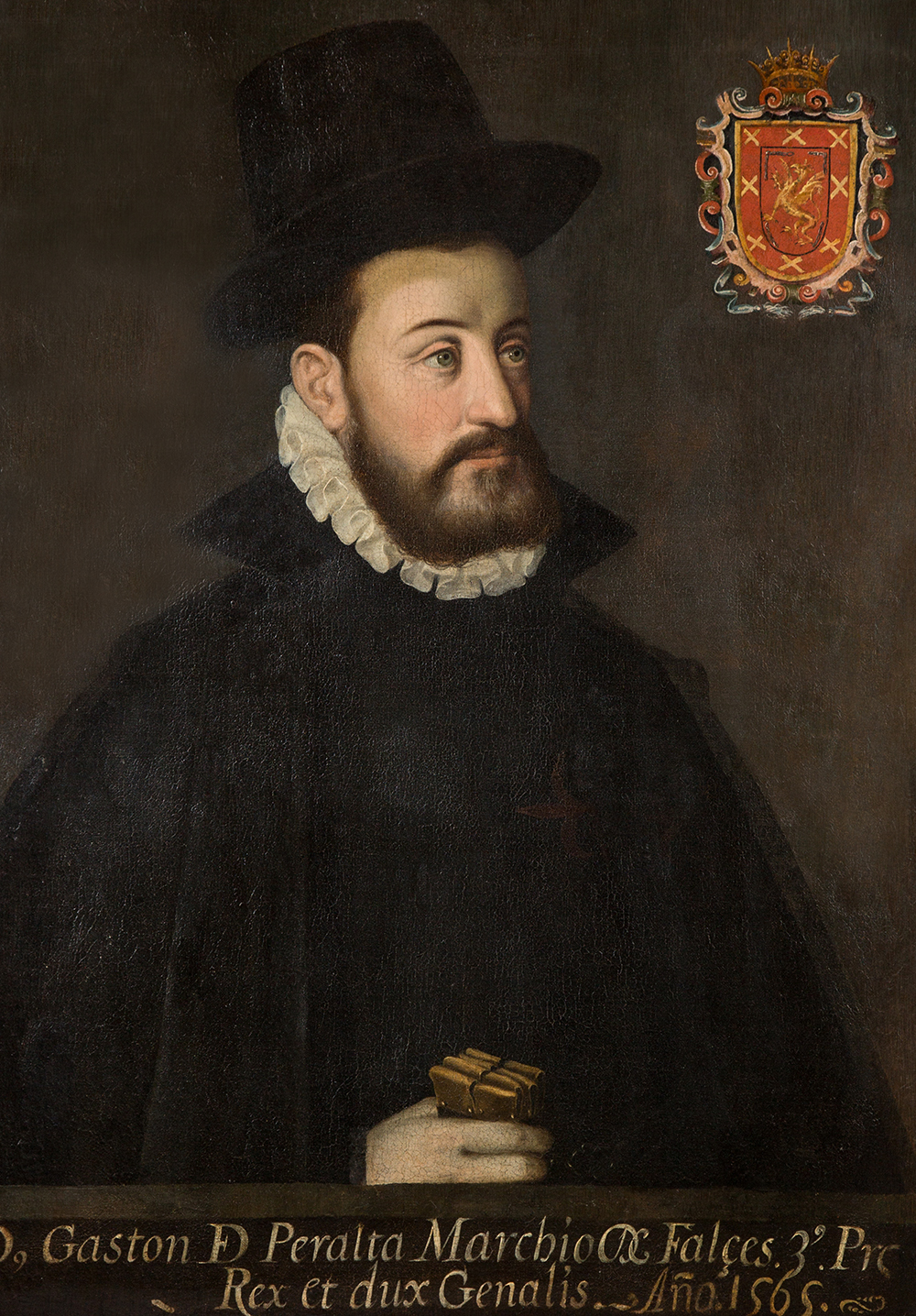
Gastón de Peralta

Gastón de Peralta, Markgraf (marquez) von Falces, Graf (conde) von Santibestan de Lerín, (* um 1510 in Pau, Navarra, heute in Frankreich; † 1580 in Valladolid, Spanien) war ein spanischer Offizier und Kolonialverwalter, der kurzzeitig auch als Vizekönig von Neuspanien amtierte.

## Leben

### Herkunft und Karriere in Europa
Gastón de Peralta entstammte einer Adelsfamilie aus Navarra. Er diente der spanischen Krone als Offizier und war in diplomatischer Mission in Italien unterwegs. Verwaltungserfahrung sammelte er als Gouverneur seiner Heimatprovinz Navarra.
Als in Spanien die Nachricht vom Tode des neuspanischen Vizekönigs Luis de Velasco eintraf, ernannte König Philipp II. auf Vorschlag des Indienrates Peralta als Nachfolger.

### Amtszeit als Vizekönig von Neuspanien
Peralta schiffte sich umgehend in die Neue Welt ein und erreichte den Hafen von Veracruz im September 1566. Er sollte das Amt des Vizekönigs von Francisco Ceinos übernehmen, der nach dem Tode von Luis de Velasco das Vizekönigreich interimistisch regiert hatte.
Unmittelbar bei seiner Ankunft erfuhr Peralta von einem Aufstand einiger Konquistadoren, der zur Unabhängigkeit der Kolonie von der spanischen Krone hätte führen sollen. Eine Gruppe hochrangiger Spanier, darunter Martín Cortés und Luis Cortés, Söhne des Eroberers Hernán Cortés, waren von einem Richter der Real Audiencia von Mexico wegen Verschwörung gegen den König zum Tode verurteilt worden. Peralta hob die Todesstrafen gegen die Cortés-Söhne auf und ließ die Verurteilten stattdessen nach Europa bringen, damit sie sich vor dem Indienrat verantworteten.
Als Peralta nach Mexiko-Stadt kam, befahl er, die Kanonen und Soldaten abzuziehen, die am Palast des Vizekönigs und in den Hauptstraßen der Stadt postiert waren. Während seiner Amtszeit ließ er ein Spital für Alte, Invaliden und Geisteskranke einrichten. Seine milde Haltung gegenüber den Verschwörern rief das Misstrauen der Oidores (Richter) an der Audiencia hervor, die ihn im Verdacht hatten, mit der Revolte zu sympathisieren. Sie äußerten diese Beschuldigung in einem Brief an die spanische Krone. Peralta entzog sich der Konfrontation, indem er nach Metrópoli umzug.
Aufgrund der Anklage durch die Oidores entsandte der König zwei Revisoren, Luis Carrillo und Alonso de Muñoz, die den Fall untersuchen sollten. Sie beorderten Peralta nach Spanien zurück, um sein Verhalten zu rechtfertigen. In dem Verfahren wurde Peralta freigesprochen.

### Leben nach der Rückkehr in Europa
Peralta wurde vollständig rehabilitiert und übernahm erneut die Regierung der Provinz Navarra. Er starb im Jahr 1580 in Valladolid.